# Петровка (Зачепиловский район)
Петро́вка (укр. Петрівка; с 1928 по 2016 г. — Петро́вское) — село, Новомажаровский сельский совет, Зачепиловский район, Харьковская область, Украина.
Код КОАТУУ — 6322283006. Население по переписи 2001 года составляет 114 (53/61 м/ж) человек.

## Географическое положение
Село Петровка находится на расстоянии в 2 км от сёл Вишнёвое и Дудовка.
В 2-х км проходит автомобильная дорога М-18 (E 105).

## История
- 1675 — основано село Петровка.
- 1928 — переименовано в село Петровское в честь Григория Петровского.
- 2016 — село было «декоммунизировано»[3] и ему возвращено название Петровка.[4]

## Название
При СССР в 1920-е - 1930-е годы области прошли множественные именования значительной части населённых пунктов в «революционные» названия — в честь Октябрьской революции, пролетариата, сов. власти, Кр. армии, социализма, Сов. Украины, деятелей "демократического и революционного движения" (Т. Шевченко, Г. Петровского) и новых праздников (1 мая и др.) 
В 1920-х годах село было названо Петровским в честь советского государственного деятеля Григория Ивановича Петровского.
Похожие названия приводили к путанице, так как в одной Харьковской области рядом могли оказаться сёла с одинаковыми названиями: в одной Харьковской области находились в 2016 году девять Петровских: Петровское (Балаклейский район), Петровское (Двуречанский район), Петровское (Кегичёвский район), Петровское (Краснокутский район), Петровское (Близнюковский район), Петровское (Волчанский район), Петровское (Зачепиловский район), Петровское (Лозовской район), Петровское (Чугуевский район).
На территории УССР находились 69 населённых пунктов с названием Петровское.

## Экономика
- Молочно-товарная ферма.